# Acanthonotozoma serratum
Acanthonotozoma serratum is een vlokreeftensoort uit de familie van de Acanthonotozomatidae. De wetenschappelijke naam van de soort is voor het eerst geldig gepubliceerd in 1780 door Fabricius.